# 金誠仁
金誠仁（キン セイジン、日本名:沙汝某、朝鮮語: 김성인）は、文禄・慶長の役において沙也可と共に朝鮮に投降（降倭）した日本の武将である。朝鮮の氏族の咸博金氏の始祖である。

## 概略
文禄・慶長の役において沙也可と共に朝鮮に投降したが、その後の丙子胡乱時に北方警備に功績を挙げ金誠仁という名前を授けられた。
丙子胡乱時には、日本人投降兵が咸鏡道方面に多数配備され、戦争後にその地域に集約して住むようになった。
金誠仁は、官職を退いたのち、慶尚北道の清道郡に定着した。金誠仁の子孫は、金誠仁が最初に入朝した金海を本貫とした。金誠仁の子孫には、金貴成、金興発、金得秋、金守泰などがいる。
大韓民国が建国された後、金誠仁の子孫が大宗会（咸博金氏の組織）を結成した。
現在、金誠仁の全ての子孫は確認できない状態であるが、約4千人程度がいる。